# ام‌ای‌او-پی‌وای‌آر-تی-۵
ام‌ای‌او-پی‌وای‌آر-تی-۵ (به انگلیسی: 5-MeO-pyr-T) با فرمول شیمیایی C۱۵H۲۰N۲O یک ترکیب شیمیایی با شناسه پاب‌کم ۱۷۰۵۳ است. که جرم مولی آن ۲۴۴٫۳۳ g/mol می‌باشد. 